# Kasachische Eishockeymeisterschaft 2009/10
Die Saison 2009/10 war die 18. Spielzeit der kasachischen Eishockeyprofiliga. Die Hauptrunde startete mit acht Mannschaften am 25. September 2009 und endete am 23. März 2010. Danach folgten die Playoffs, deren Sieger HK Saryarka Karaganda zum ersten Mal Kasachischer Meister wurde.

## Modus
In der Hauptrunde trafen die Teams achtmal aufeinander, wodurch jede Mannschaft 56 Spiele bestritt.
Für einen Sieg in der regulären Spielzeit von 60 Minuten erhielt eine Mannschaft drei Punkte, der unterlegene Gegner ging leer aus. Bei Siegen in der Overtime oder im Shootout bekam eine Mannschaft lediglich zwei Punkte, während der Verlierer immerhin noch einen Punkt erhielt.
Im Anschluss an die reguläre Saison folgten die Playoffs, für die sich die vier punktbesten Mannschaften qualifizierten. Die Playoff-Runde wurde im Modus Best-of-Five ausgespielt.

## Hauptrunde
Abkürzungen: Sp = Spiele, S = Siege, OTS = Siege nach Overtime, SOS = Siege nach Shootout, SON = Niederlagen nach Shootout, OTN = Niederlagen nach Overtime, N = Niederlagen, Pkt = Punkte

Erläuterungen:       = Playoff-Qualifikation
|                                    | Sp | S  | OTS | SOS | SON | OTN | N  | Tore    | Pkt |
| ---------------------------------- | -- | -- | --- | --- | --- | --- | -- | ------- | --- |
| HK Saryarka Karaganda              | 56 | 39 | 0   | 3   | 1   | 0   | 13 | 218:095 | 124 |
| HK Ertis Pawlodar                  | 56 | 33 | 1   | 2   | 6   | 4   | 10 | 192:122 | 115 |
| HK Beibarys Atyrau                 | 56 | 32 | 2   | 2   | 5   | 3   | 12 | 203:105 | 112 |
| Gornjak Rudny                      | 56 | 29 | 2   | 3   | 0   | 1   | 21 | 182:153 | 98  |
| HK Arlan Kökschetau                | 56 | 27 | 2   | 3   | 1   | 1   | 22 | 172:159 | 93  |
| HK Kasachmys Satpajew              | 56 | 16 | 2   | 4   | 5   | 2   | 27 | 160:200 | 67  |
| Kaszink-Torpedo Ust-Kamenogorsk II | 56 | 11 | 2   | 0   | 3   | 0   | 40 | 107:163 | 40  |
| Barys Astana II                    | 56 | 4  | 0   | 5   | 1   | 0   | 46 | 092:329 | 23  |

### Beste Scorer
Abkürzungen: T = Tore, V = Assists, Pkt = Punkte; Fett: Saisonbestwert
| Spieler             | Team      | T  | V  | Pkt |
| ------------------- | --------- | -- | -- | --- |
| Michail Panschin    | Atyrau    | 29 | 33 | 62  |
| Andrei Pelewin      | Atyrau    | 25 | 37 | 62  |
| Rustam Jessirkenow  | Karaganda | 26 | 31 | 57  |
| Eldar Naschmutdinow | Karaganda | 19 | 38 | 57  |
| Alexander Semenjow  | Pawlodar  | 14 | 29 | 53  |

## Playoffs
|  | Halbfinale | Halbfinale            | Halbfinale |  |  | Finale | Finale                | Finale |
|  |            |                       |            |  |  |        |                       |        |
|  |            |                       |            |  |  |        |                       |        |
|  | 1          | HK Saryarka Karaganda | 3          |  |  |        |                       |        |
|  | 4          | Gornjak Rudny         | 0          |  |  |        |                       |        |
|  |            |                       |            |  |  | 1      | HK Saryarka Karaganda | 3      |
|  |            |                       |            |  |  | 3      | HK Beibarys Atyrau    | 2      |
|  | 2          | HK Ertis Pawlodar     | 2          |  |  |        |                       |        |
|  | 3          | HK Beibarys Atyrau    | 3          |  |  |        |                       |        |
|  |            |                       |            |  |  |        |                       |        |

### Beste Scorer
Abkürzungen: T = Tore, V = Assists, Pkt = Punkte; Fett: Playoffbestwert
| Spieler           | Team      | T | V | Pkt |
| ----------------- | --------- | - | - | --- |
| Oleg Jeremejew    | Karaganda | 6 | 1 | 7   |
| Wladimir Iwanzow  | Karaganda | 3 | 4 | 7   |
| Robert Charissow  | Atyrau    | 4 | 2 | 6   |
| Pawel Akolsin     | Atyrau    | 3 | 3 | 6   |
| Sergei Schichanow | Karaganda | 3 | 3 | 6   |

## Auszeichnungen
| Auszeichnung                      | Spieler             | Team                  |
| --------------------------------- | ------------------- | --------------------- |
| Wertvollster Spieler              | Eldar Naschmutdinow | HK Saryarka Karaganda |
| Wertvollster Spieler der Playoffs | Oleg Jeremejew      | HK Saryarka Karaganda |
| Bester Torhüter                   | Alexei Iwanow       | HK Saryarka Karaganda |
| Bester Verteidiger                | Jewgeni Antonow     | HK Beibarys Atyrau    |
| Bester Stürmer                    | Michail Panschin    | HK Beibarys Atyrau    |